# Rudjer Josip Boscovich
Ruđer Josip Bošković (n. 18 mai 1711, Dubrovnik, Republica Ragusa – d. 13 februarie 1787, Milano, Monarhia Habsburgică), cunoscut și sub numele Roger Joseph Boscovich sau latinizat: Rogerius Josephus Boscovich, a fost un matematician, fizician, astronom și filosof din Republica Ragusa.

## Biografie
În 1725 a intrat în ordinul iezuiților. A fost profesor de matematică la Colegiul Romanum din Roma. De asemenea, a fost membru al Academiei din Roma și al Royal Society.
A călătorit prin mai multe țări europene, fiind o persoană de mare reputație. A fost trimis la Viena pentru apărarea intereselor republicii Lucca și stabilirea granițelor.
Ducele de Toscana l-a distins pentru meritele sale și i-a oferit funcția de profesor de matematică la Universitatea din Pavia.

## Contribuții științifice

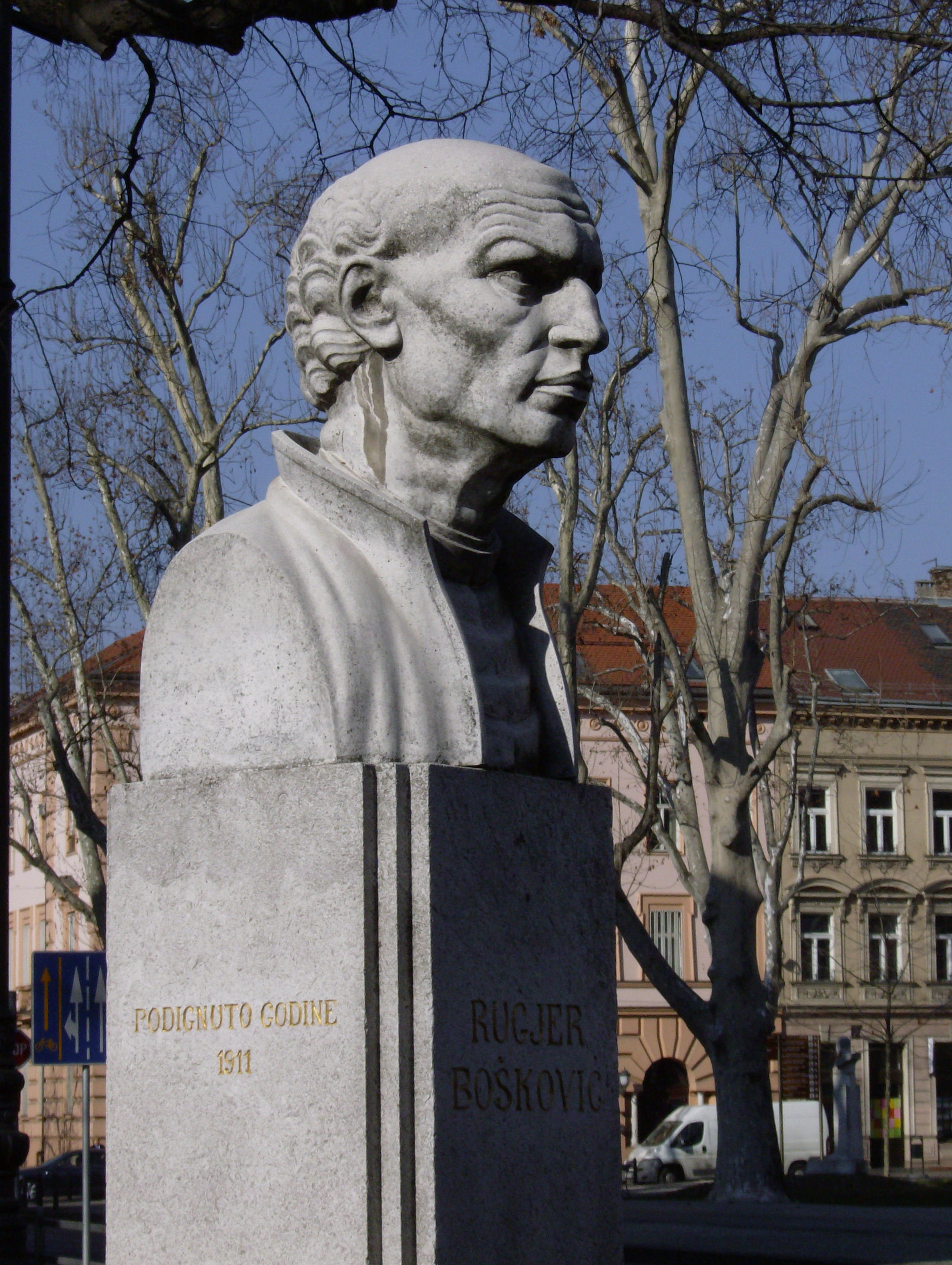
Statuia lui Boscovich din parcul Zrinjevac, Zagreb

Papa i-a solicitat să efectueze un studiu privind consolidarea cupolei Bazilicii Sfântul Petru din Roma.
A efectuat observații, constatări și calcule împreună cu matematicienii Thoma le Sueur și François Jacquier, care au fost consemnate într-o lucrarea publicată la Roma.
În 1750, împreună cu astronomul Christophe Maire, a întocmit harta trigonometrică a posesiunii bazilicii Sf. Petru. În 1761 a însoțit pe ambasadorul Veneției la Constantinopol, de unde a plecat în Polonia cu ambasadorul Angliei, cu care ocazie Boscovich a trecut prin Iași, unde a găsit, la curtea domnească, o serie de instrumente astronomice, pe care le-a utilizat la studierea planetei Venus.
Boscovich a fost precursorul școlii italiene de combinatorică.
Ca atomist, s-a ocupat de teoria structurii discontinue a corpurilor.
În 1753 emite ipoteza inexistenței atmosferei lunare.

## Scrieri

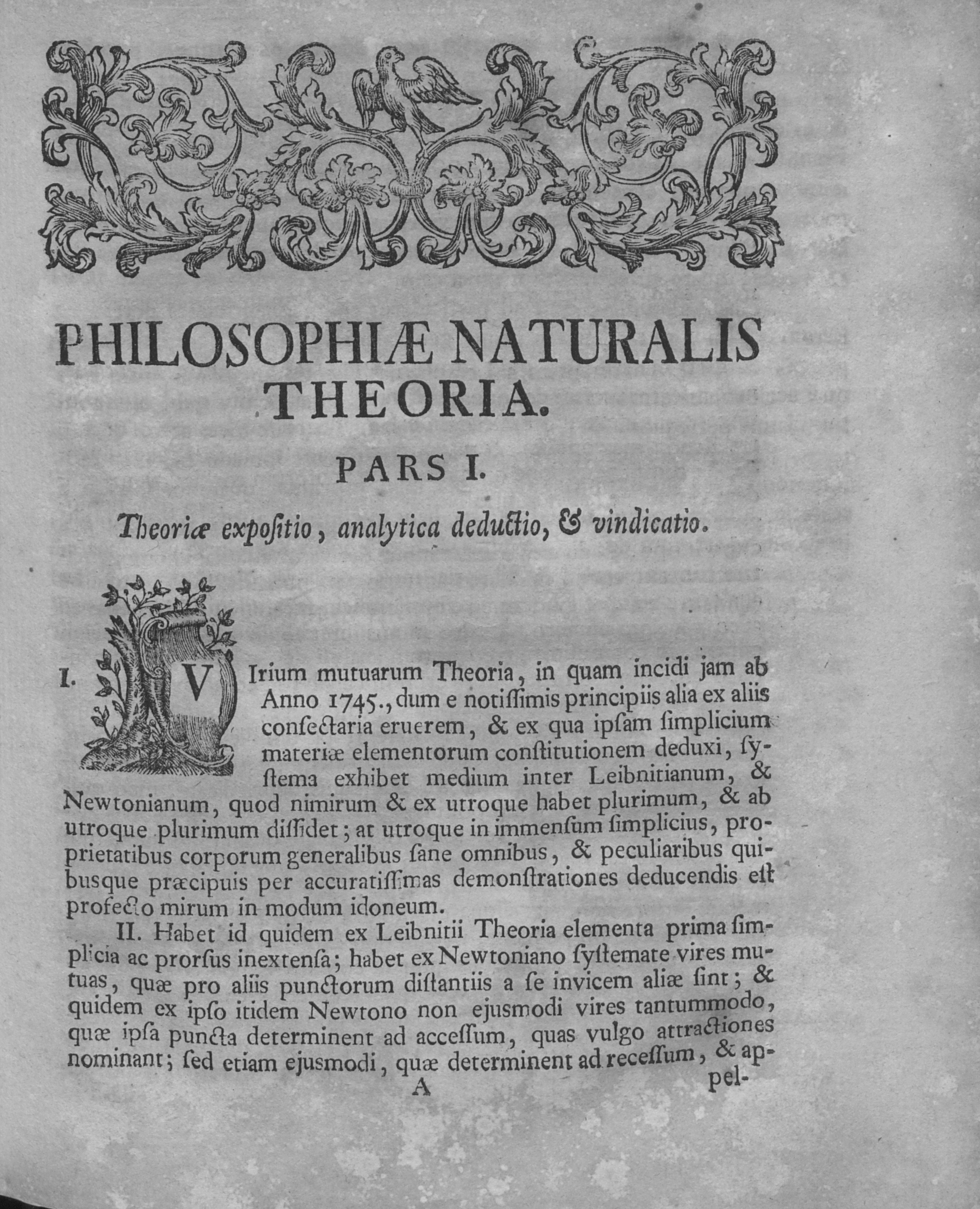
Philosophiae naturalis theoria, 1758

- 1737: Trigonometriae sphericae constructio
- 1752: Elementa Universa Mathesoes
- 1764: De solis ac lunae defectibus.

A scris 71 de lucrări care în ansamblul lor cuprind: matematică pură, fizică, astronomie, optică, călătorii și studii geometrice.
Activitatea lui Boscovich a fost descrisă și comentată de către Jérôme Lalande, Montferrier, Cavalero și alții.

## Legături externe
- en  Catholic Encyclopedia
- en  Rudjer Boskovic a famous Croatian scientist born 300 years ago in 1711